# ドゥルフ・カピラ
ドゥルフ・カピラ（英語: Dhruv Kapila、2000年2月1日 - ）は、インドの男子バドミントン選手。

## 経歴
男子ダブルスではアルジュン M.R.と、混合ダブルスではタニシャ・クラストとペアを組む。
2024年のサイード・モディ・インターナショナルでは、混合ダブルスで準優勝。